# Ynet
Ynet은 이스라엘의 뉴스 및 종합 콘텐츠 웹사이트이다. Ynet은 2000년 6월 히브리어 한정으로 개설되었고, 2004년 이후 영어 간이판인 Ynetnews를 운영하게 되었다.